# Guillaume Lallement
Pour les articles homonymes, voir Lallement.
Guillaume Lallement (25 décembre 1782 à Metz - 5 février 1828 à Paris) est un historien et journaliste français. Bonapartiste, il s'exila en 1815, avant de publier, à partir de 1818, une sélection des discours de l'Assemblée nationale.

## Biographie
Guillaume Noël Lallement naît à Metz le 25 décembre 1782. Il s'installe très jeune à Paris, où il remplit les fonctions tantôt de prote, tantôt de correcteur dans l'imprimerie. Il devient ensuite le secrétaire de Félix Lepeletier et le collaborateur de plusieurs littérateurs connus.
Bonpartiste sous l'Empire, il entre dans la carrière littéraire en publiant plusieurs opuscules poétiques, la plupart en faveur de Bonaparte. Puis il s'affirme comme républicain sous la Restauration, donnant des articles au quotidien l'Aristarque (1815),.
En 1816, Lallement choisit de s'expatrier en Belgique avec les exilés français. Il publie à Gand le Journal de la Flandre orientale et occidentale, feuille satirique qui connaît un grand succès, mais amène le gouvernement à l'expulser. Il se rend alors vers Aix-la-Chapelle, mais le gouvernement de Berlin lui ordonne de se rendre à Königsberg ou de quitter le royaume de Prusse. Aussi retourne-t-il en Belgique, où il devient bientôt rédacteur en chef de la Gazette de Liège, puis donne des articles au Vrai libéral de Bruxelles. Arrêté deux ans après, il est expulsé vers la France où il poursuit sa carrière journalistique, contribuant particulièrement à des journaux littéraires comme le Feuilleton littéraire (1824), Le Diable boiteux ou Le Frondeur. Il est également l'auteur d'une Histoire de la Colombie (1826) et l'éditeur d'un Choix de rapports, opinions, discours, prononcés à la tribune nationale depuis 1789, recueillis dans un ordre historique en 22 volumes parue entre 1818 et 1823,,. Dans le quatorzième volume, consacré à l'an II, il donne un portrait élogieux de Maximilien de Robespierre. On y trouve également une transcription de la séance du 16 pluviôse an II, des propos tenus par Levasseur, Jean-François Delacroix et surtout de Danton, puisée avec originalité aux comptes-rendus du Moniteur Universel et du Journal des Débats et des décrets. 
La paternité de Lallement sur la plupart des volumes a, cependant, été contestée. Son nom est absent des 20 premiers tomes de la première série, dont le tome 14 en question. Ceux—ci contiennent tous le nom d'Alexis Eymery -parfois d'un collaborateur Corréard-, et toujours la formule révolutionnaire Vox Populi Vox Dei. Celle-ci disparaît dans les trois volumes signés par Lallement, dont le tome 1 de la deuxième série. Mais il réapparaît dans le deuxième volume signé exclusivement par Eymery, pour re - disparaître dans les deux tomes d'index et de table des matières signés Lallement. Enfin, dans l'index, la participation de Danton à la séance du 16 pluviôse an II a été oubliée .
Guillaume Lallement meurt à Paris le 5 février 1828 (la notice de la BNF indique par erreur 1829).
Son fils aîné, Félix, né le 30 mars 1805, est l'auteur d'un Dictionnaire géographique portatif.